# Mailáth István
Gróf székhelyi Mailáth István (1833. február 5. – Kiskereskény, 1903. november 14.) politikus, országgyűlési képviselő, Bars vármegye főispánja.

## Élete
Mailáth Ferenc ágából származott.
1867-ben megválasztott főjegyző lett, 1869-ben pedig a szalkai választókerület országgyűlési képviselője. 1872-től Hont vármegyei alispán. 1872-ben alispánként feloszlatta a béldi szlovák gyűlést. 1875–1889 között Bars vármegye főispánja volt. Mikor kinevezését eltervezték, Bars vármegye képviselői félve az összevonástól küldöttséget küldtek hozzá Botka Tivadar, Bodó Lipót és Kürthy József személyében, hogy a felkérést ne fogadja el. Előbb nem is kívánta, de végül ellátta a feladatot. Részt vett a lévai közkórház, a főgimnázium és kaszinó megalapításában, illetve közreműködött a Barsmegyei Gazdasági Egylet megalakításánál. Sokat tett a vidéki úthálózat fejlesztéséért.
Kiskereskényen volt birtokos. Felesége Leidenfrost Flóra, Leidenfrost László nővére. Fiai Mailáth István (1864–?) Bars vármegye főjegyzője, majd alispán, és Mailáth László Hont vármegye szolgabírója.

## Emlékezete
- 1890-ben tiszteletére Mailáth község nevét magyarosították (eredetileg Presztavek).